# Права ЛГБТ в Республике Косово
Права ЛГБТ в Республике Косово (частично признанной) были сильно улучшены в принятой Конституции, что делает её одной из самых либеральных конституций в регионе и Европе, запрещающей дискриминацию по признаку сексуальной ориентации. Несмотря на то, что в Косово высокий процент приверженцев ислама, основные политические партии постоянно поддерживают дискуссию о правах ЛГБТ. Тем не менее, контроль за запретом дискриминации правоохранительными органами остается слабым.
В 2004 году был принят единый возраст сексуального согласия — 14 лет.
В конце 2013 года Ассамблея Косова приняла законопроект о создании координационной группы по вопросам ЛГБТ-сообщества. Многие политики выразили свою поддержку ЛГБТ-движению, в том числе бывший премьер-министр и нынешний министр иностранных дел Хашим Тачи, премьер-министр Иса Мустафа, председатель Ассамблеи Косова Кадри Весели, заместители министра иностранных дел Петрит Селими, Влёра Читаку и Мимоза Кусари-Лиля и др.
В настоящее время действуют три местных организаций по правам ЛГБТ в Косово: Центр по вопросам равенства и свободы, Центр социального развития и Центр социальной эмансипации.